# 德意志勋章

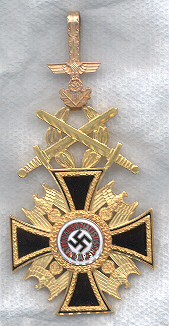
德意志勋章

德意志勋章（德語：Deutscher Orden）是纳粹党设置的一項勳章。勋章设计者为本诺·冯·阿伦特。1942年2月，在弗里茲·托特的葬礼上，希特勒首次颁发了德意志勋章（追授）。第二枚德意志勋章的颁发也是追授，这一次是在党卫队上级集团领袖萊因哈德·海德里希的葬礼上（1942年6月）。有人曾讥讽此勋章为“死英雄勋章”，因为该勋章基本都是以追授形式颁发的，不過也有活人獲得該勛章。获颁该勋章者中，只有两人活到了战后。該勛章最後一次頒發的日期是1945年4月28日，共有11人獲得該勛章。